# Liste der Biografien/Gz
Liste der Biografien |
Portal Biografien |
Personensuche
# |
A |
B |
C |
D |
E |
F |
G |
H |
I |
J |
K |
L |
M |
N |
O |
P |
Q |
R |
S |
T |
U |
V |
W |
X |
Y |
Z |
?
 
Ga |
Gb |
Gc |
Gd |
Ge |
Gf |
Gh |
Gi |
Gj |
Gk |
Gl |
Gm |
Gn |
Go |
Gp |
Gq |
Gr |
Gs |
Gu |
Gv |
Gw |
Gy |
Gz
Die Liste der Biografien führt alle Personen auf, die in der deutschsprachigen Wikipedia einen Artikel haben. Dieses ist eine Teilliste mit 5 Einträgen von Personen, deren Namen mit den Buchstaben „Gz“ beginnt.

## Gz
- GZ, Monogrammist, Grafiker

### Gza
- GZA (* 1966), US-amerikanischer Rapper

### Gze
- Gzella, Holger (* 1974), deutscher katholischer Theologe

### Gzo
- Gzowski, Casimir (1813–1898), kanadischer Ingenieur, Vizegouverneur von Ontario

### Gzu

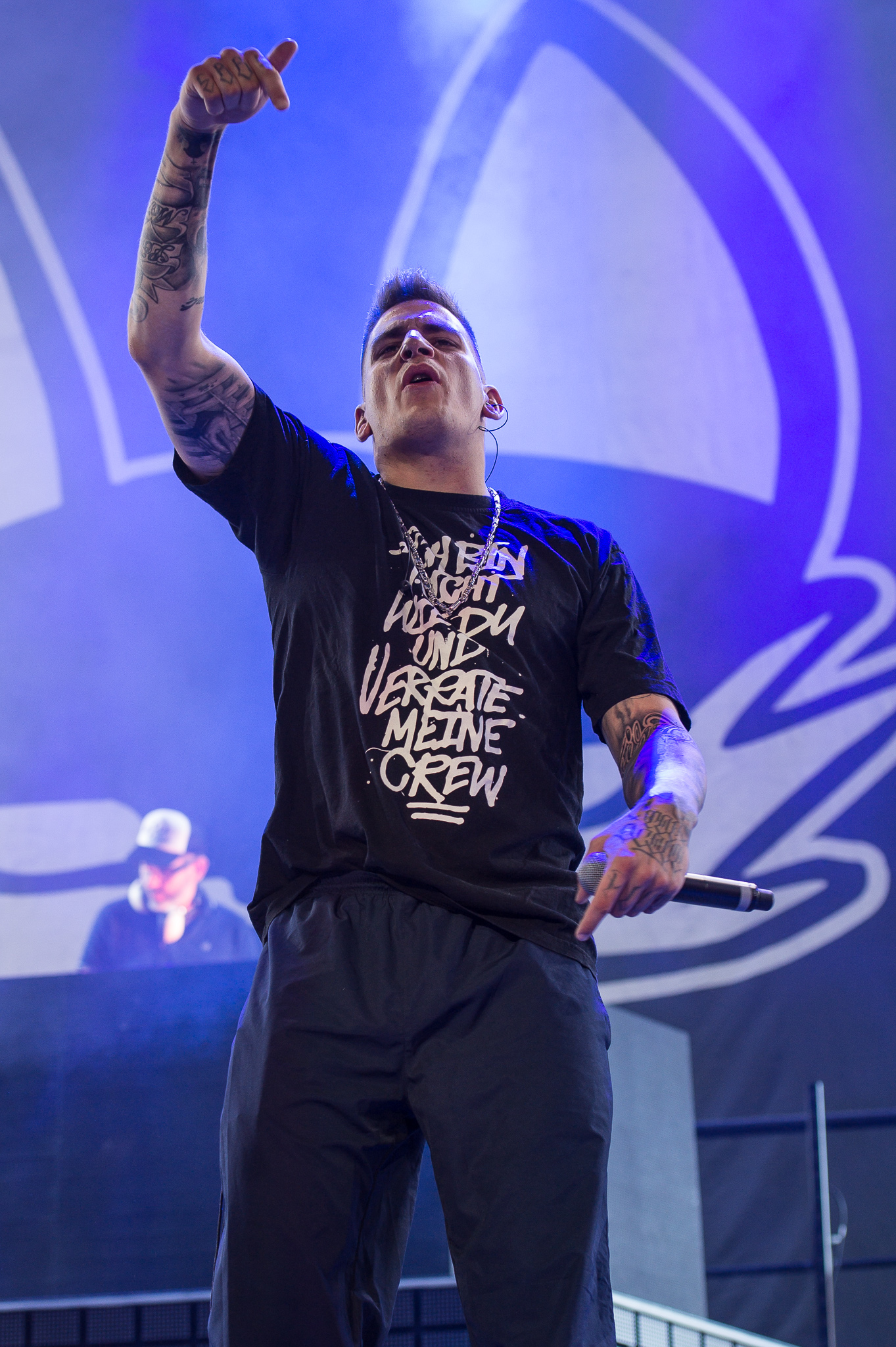
Gzuz (* 1988)

- Gzuz (* 1988), deutscher RapperGzuz (* 1988)